# بركات بن حسن
الشريف بركات بن حسن بن عجلان (بركات الأول)، (801 هـ - 859 هـ) هـ شريف مكة، كان شاعرًا جزلًا مشهورًا بالحكمة ومن أفضل وأجمل وأشهر قصائدة هي وصيته لابنه مالك.

## نشأته
ولد بالخشافة بالقرب من جدة ونشأ بمكة في كنف والده وقرأ القرآن وكتب الخط الحسن أجازه عدد من العلماء وحدث بالقاهرة. وله من الولد محمد وإبراهيم وعلي وأبو سعد ورميثة ومالك.

## ولايته
تولى إمارة مكة 26 سنة أربع منها في حياة أبيه الذي تخلى له عن الحكم.

## وفاته
توفي يوم الاثنين 19 من شعبان 859 هـ بأرض خالد من وادي مَرّ، ونُقل إلى مكة وله من العمر 58 سنة.